# أولاد امسبل
 أولاد امسبل (بالإنجليزية: OULAD MSABBEL)‏ هي جماعة قروية تابعة لإقليم قلعة السراغنة ضمن جهة مراكش تانسيفت الحوز بالمغرب. بلغ مجموع عدد سكان  أولاد امسبل حسب إحصاءات 2004 حوالي 5527 نسمة يعيشون في 852 أسرة.

## إحصاء عام
| السنة | عدد السكان | عدد الأسر | عدد الأجانب |
| ----- | ---------- | --------- | ----------- |
| 1994  | 5063       | 676       | °°°°        |
| 2004  | 5527       | 852       | 0           |